# Héraclès (musée Pio-Clementino)
Pour les articles homonymes, voir Héraclès (homonymie).

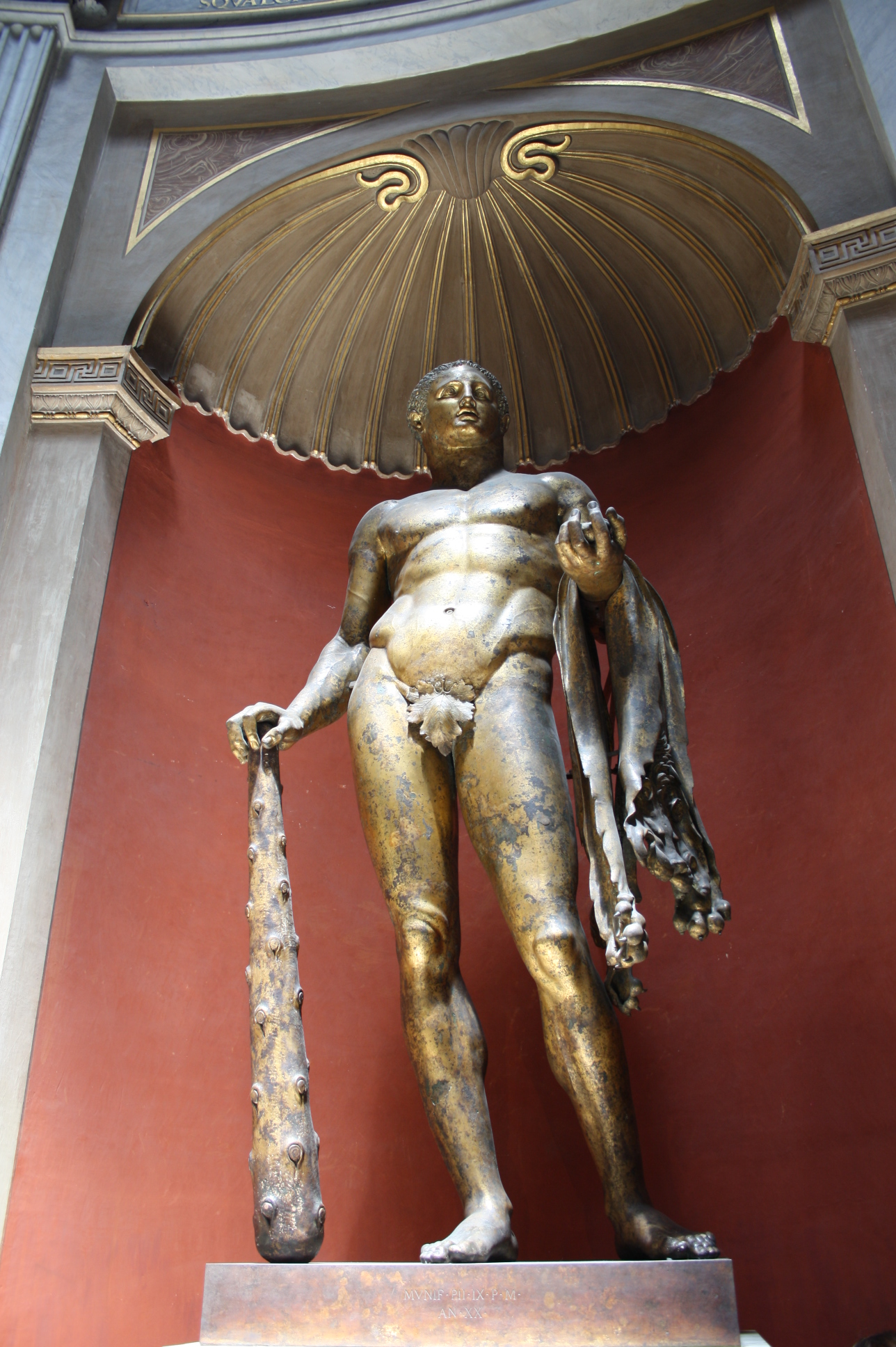
Héraclès au musée Pio-Clementino au Vatican

Héraclès est une statue en bronze du musée Pio-Clementino au Vatican.
Rare exemple d'une statue antique en bronze doré à avoir été conservée, Héraclès représente le héros Héraclès doté de ses attributs courants, la massue, taillée dans du bois d'olivier, le peau de lion, peau du lion de Némée que Héraclès tua avec sa massue, et les pommes d'or du jardin des Hespérides qu'il tient dans sa main gauche.
La statue est une copie du IIe siècle d'un modèle du IVe siècle av. J.-C. Elle a été découverte en 1864 près du Théâtre de Pompée sur le Champ de Mars, soigneusement enterrée sous des dalles portant l'inscription « F.C.S. » (Fulgor Conditum Summanium). Cette inscription indiquait que la statue avait été frappée par la foudre puis enfouie sur place. C'est ce qui explique qu'elle n'a pas été fondue comme beaucoup d'ouvrages en bronze puisqu'il était de mauvais augure de fondre une statue frappée par la foudre, élément céleste. 
La statue est conservée dans la Salle ronde du musée Pio-Clementino.

## Source
- Ufficio Pubblicazioni Musei Vaticani, Les Musées du Vatican, Edizioni Musei Vaticani, 2010, p. 80-81,  (ISBN 978-88-8271-208-2).